# Zawał płuca
Zawał płuca – martwica tkanki płucnej spowodowana przez zatrzymanie przepływu krwi przez naczynia płucne.
Jest on ciężkim powikłaniem zatorowości płucnej (w tym żylnej choroby zakrzepowo-zatorowej), nowotworów, zakażeń, niewydolności serca i zabiegów operacyjnych. Najczęstszą przyczyną jest zatorowość płucna – zawał płuca występuje u około 10–30% pacjentów. Rozwój zawału w przypadku niedokrwienia zależy w dużej mierze od współistniejących czynników, np. lokalizacji zatoru (zawał najczęściej występuje przy niedrożności małego naczynia obwodowego, lecz może się pojawić także przy zatorze dużej tętnicy) oraz szybkości, z jaką naczynie ulega zablokowaniu.
Zawał płuca może być pojedynczy lub mnogi (najczęściej zajmujący jedno płuco), występuje głównie w dolnych płatach, zazwyczaj styka się z opłucną. Objawia się on bólem w klatce piersiowej o pochodzeniu opłucnowym, gorączką, kaszlem, dusznością, krwiopluciem oraz wstrząsem. W zawałach obejmujących duży obszar może pojawić się jama. Inne powikłania obejmują krwotok pęcherzykowy i wysięk opłucnowy. Chorobę należy różnicować głównie z zapaleniem płuc oraz nowotworem; wymaga ona szybkiego rozpoznania.
Leczenie polega głównie na podawaniu leków trombolitycznych (zazwyczaj urokinazy oraz streptokinazy) i przeciwzakrzepowych (najczęściej heparyny i warfaryny). W przypadku zastosowania poprawnego leczenia śmiertelność jest niska.